# Idaea gospera
Idaea gospera är en fjärilsart som beskrevs av Dyar 1914. Idaea gospera ingår i släktet Idaea och familjen mätare. Inga underarter finns listade i Catalogue of Life.